# Крайно-Парцеле
Крайно-Парцеле (пол. Krajno-Parcele) — село в Польщі, у гміні Ґурно Келецького повіту Свентокшиського воєводства.
Населення — 613 осіб (2011).
У 1975-1998 роках село належало до Келецького воєводства.

## Демографія
Демографічна структура на день 31 березня 2011 року:
|          | Загалом | Допрацездатний вік | Працездатний вік | Постпрацездатний вік |
| -------- | ------- | ------------------ | ---------------- | -------------------- |
| Чоловіки | 310     | 81                 | 211              | 18                   |
| Жінки    | 303     | 81                 | 186              | 36                   |
| Разом    | 613     | 162                | 397              | 54                   |